# Jeongbalsan (métro de Séoul)
Jeongbalsan (hangeul : 정발산 ; hanja : 鼎鉢山) est une station de passage de la ligne 3 du métro de Séoul. Elle est située au 1270 Jungang-ro, quartier Madu-dong dans l'arrondissement Ilsanseo-gu (en) de la ville Goyang-si, province Gyeonggi, à proximité de Séoul en Corée du Sud.
Ouverte en 1996, elle est desservie par les rames omnibus, qui circulent sur la ligne 3.

## Situation sur le réseau

Plan du réseau (2023)

Établie en souterrain, la station Jeongbalsan, de la ligne 3 du métro de Séoul : est située entre la station Juyeop, en direction de Daehwa le terminus nord-ouest, et la station Madu en direction de Ogeum le terminus sud-est.

## Histoire
La station Jeongbalsan est mise en service le 30 janvier 1996,, lors de l'ouverture à l'exploitation des 19,2 km d'un prolongement (appelé ligne Ilsan (en)) de la ligne 3 du métro de Séoul de Jichuk à Daehwa. L'exploitation est en continuité avec celle de la ligne 3.

## Services aux voyageurs

### Accès et accueil
Située au 1270 Jungang-ro, la station souterraine dispose de quatre accès/sortie, numérotés de 1 à 4 sur la Jungang-rol. Elle dispose de deux niveaux en sous-sol : le plus profond est celui de ligne avec ses deux voies encadrées par deux quais latéraux ; le niveau intermédiaire sous la surface, dispose des postes de contrôles et notamment d'automates pour l'achat des titres de transport et une galerie avec des boutiques.

### Desserte
Jeongbalsan est desservie par les rames omnibus, qui circulent sur la ligne 3. Elle dispose de deux voies encadrant un quai central équipé de portes palières.

Installations
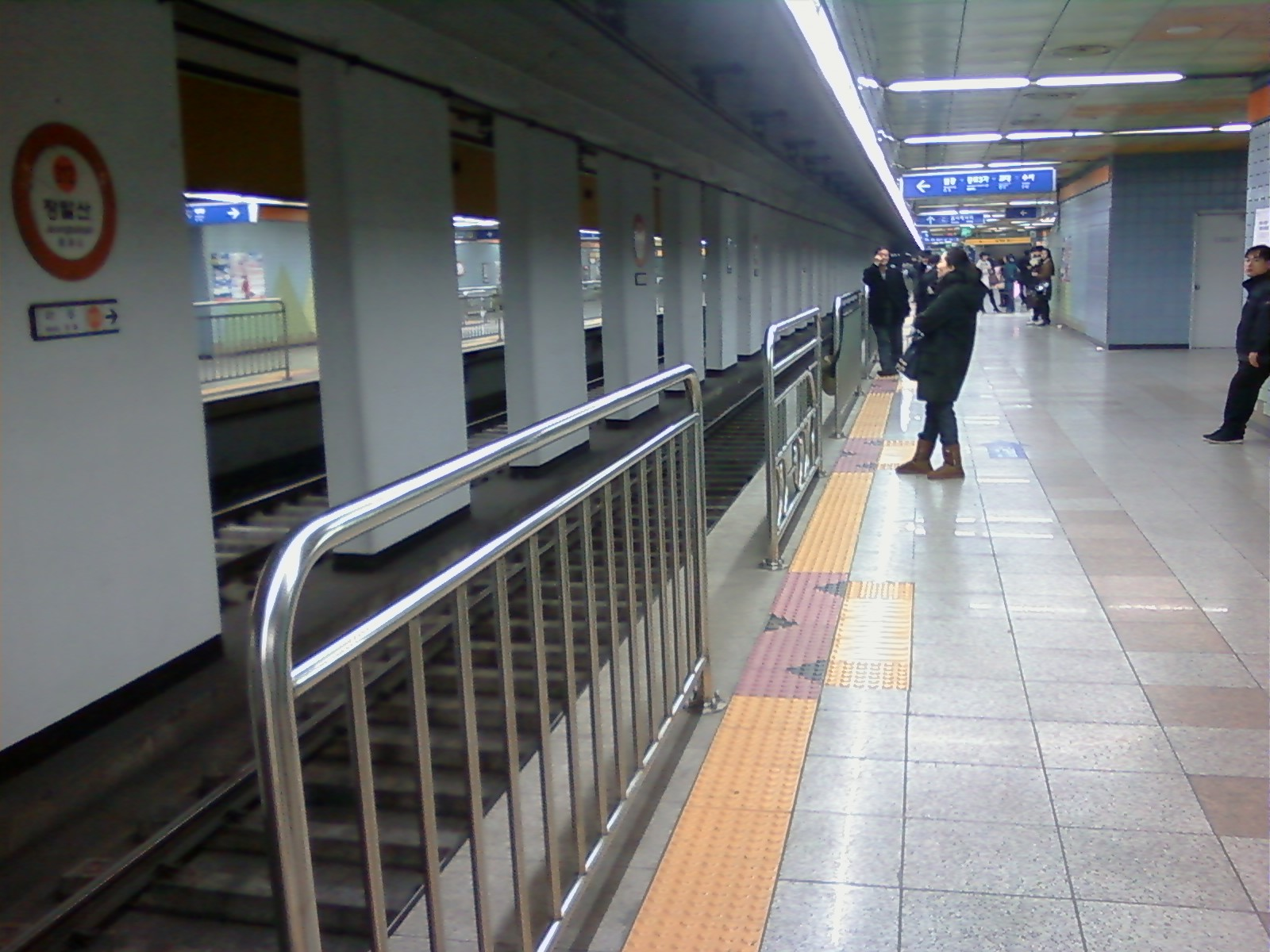
En 2010.
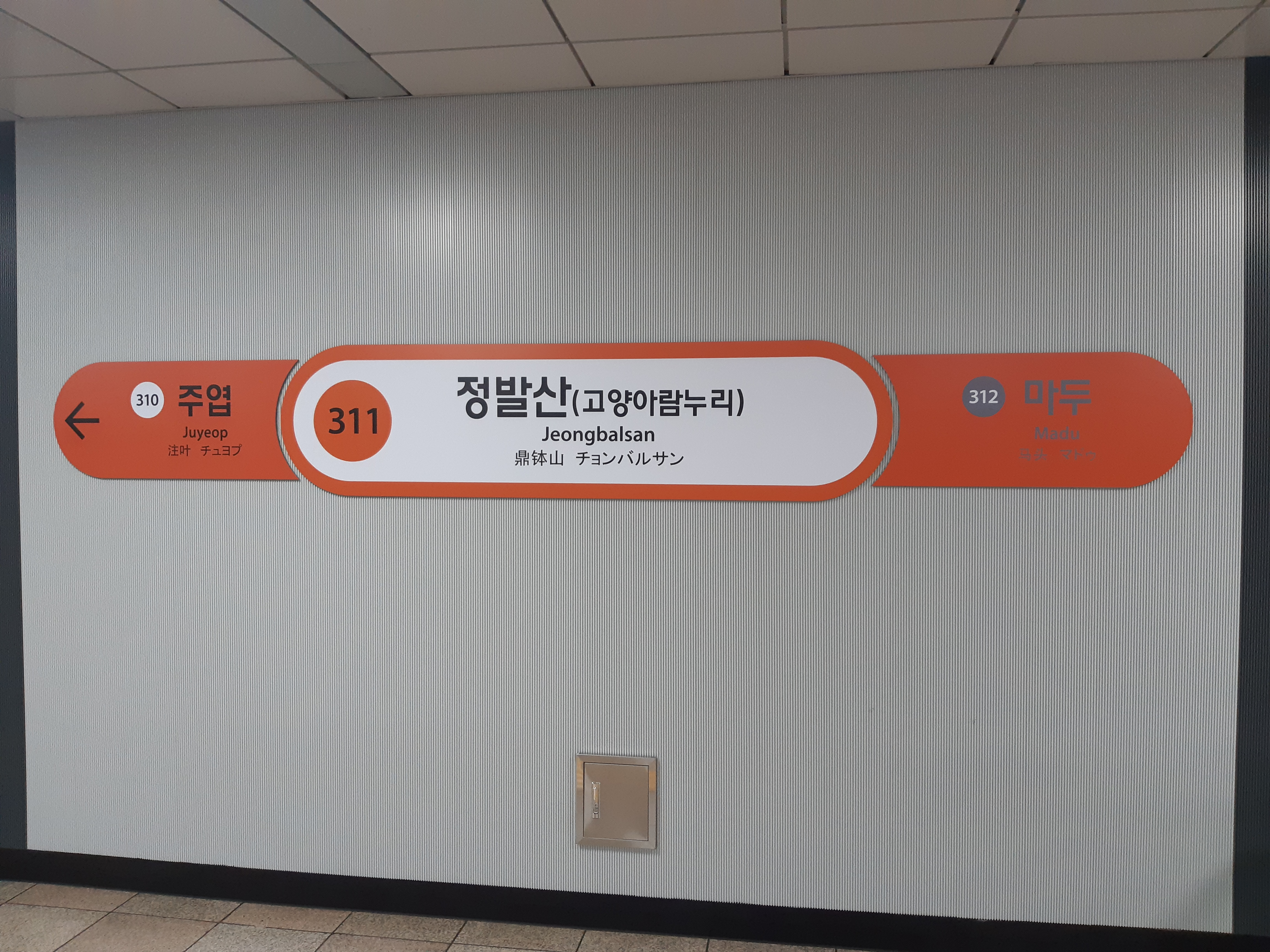
En 2021.
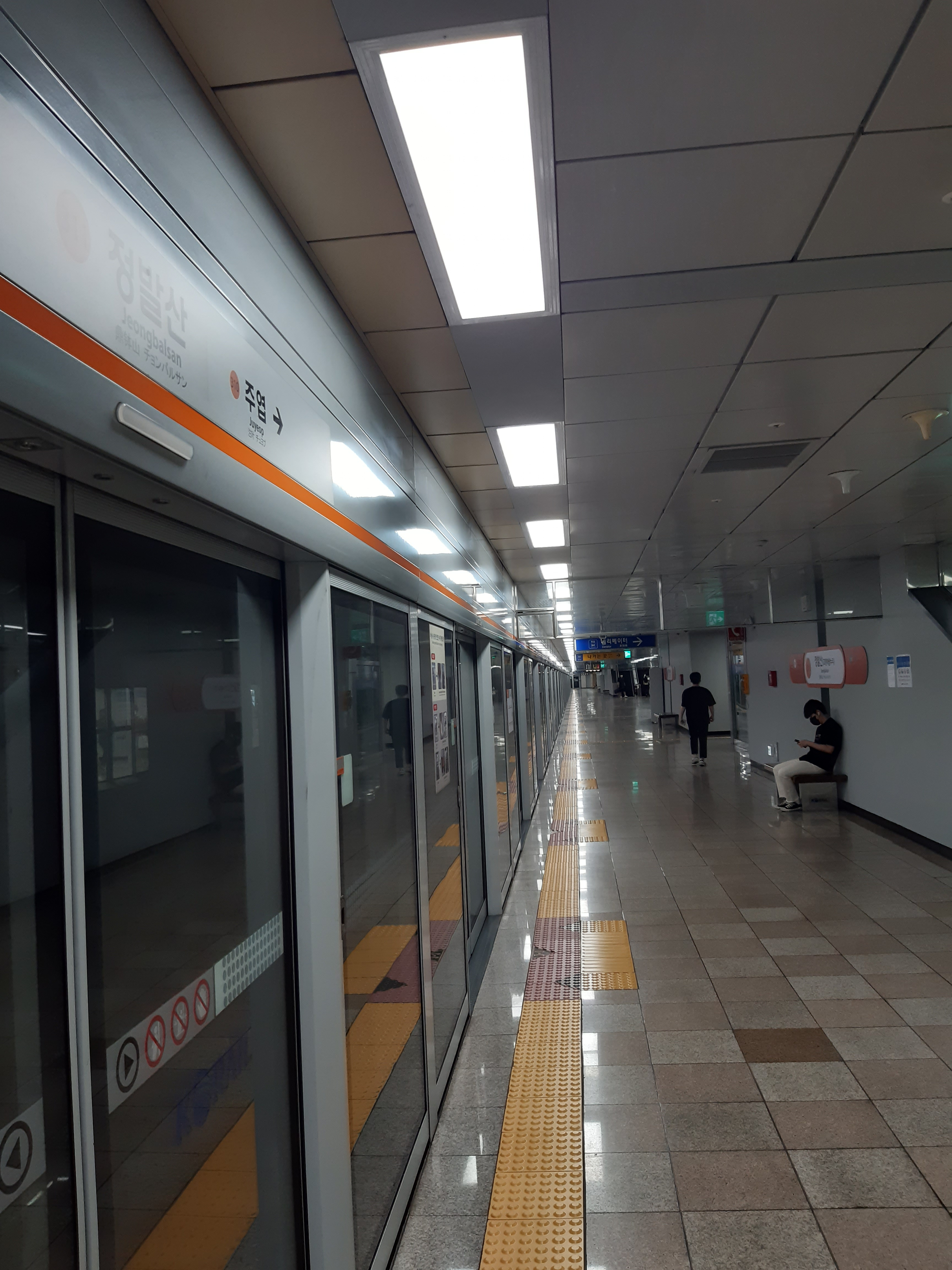
En 2021.

### Intermodalité
Des arrêts de bus sont situés à proximité des accès.

## À proximité
Outre les services de l'administration et les établissements scolaires elle dessert notamment le parc du lac Ilsan et le parc Jeongbalsan.